# Sangre de Cristo Mountains
Sangre de Cristo Mountains je pohoří ve státech Colorado a Nové Mexiko, na jihozápadě Spojených států amerických.
Rozkládá se z Chaffee County ve středním Coloradu do Santa Fe County na severu středního Nového Mexika.
Jedná se o nejjižnější část Skalnatých hor. Nejvyšší horou je Blanca Peak s 4 372 m.
Dalšími nejvyššími vrcholy jsou Crestone Peak (4 359 m) nebo Culebra Peak (4 283 m).

## Název
Sangre de Cristo znamená v překladu ze španělštiny Kristova krev. Název pohoří je inspirován západy slunce, kdy vrcholky hor zachytí paprsky zapadajícího slunce a zabarví pohoří dočervena.

## Geografie

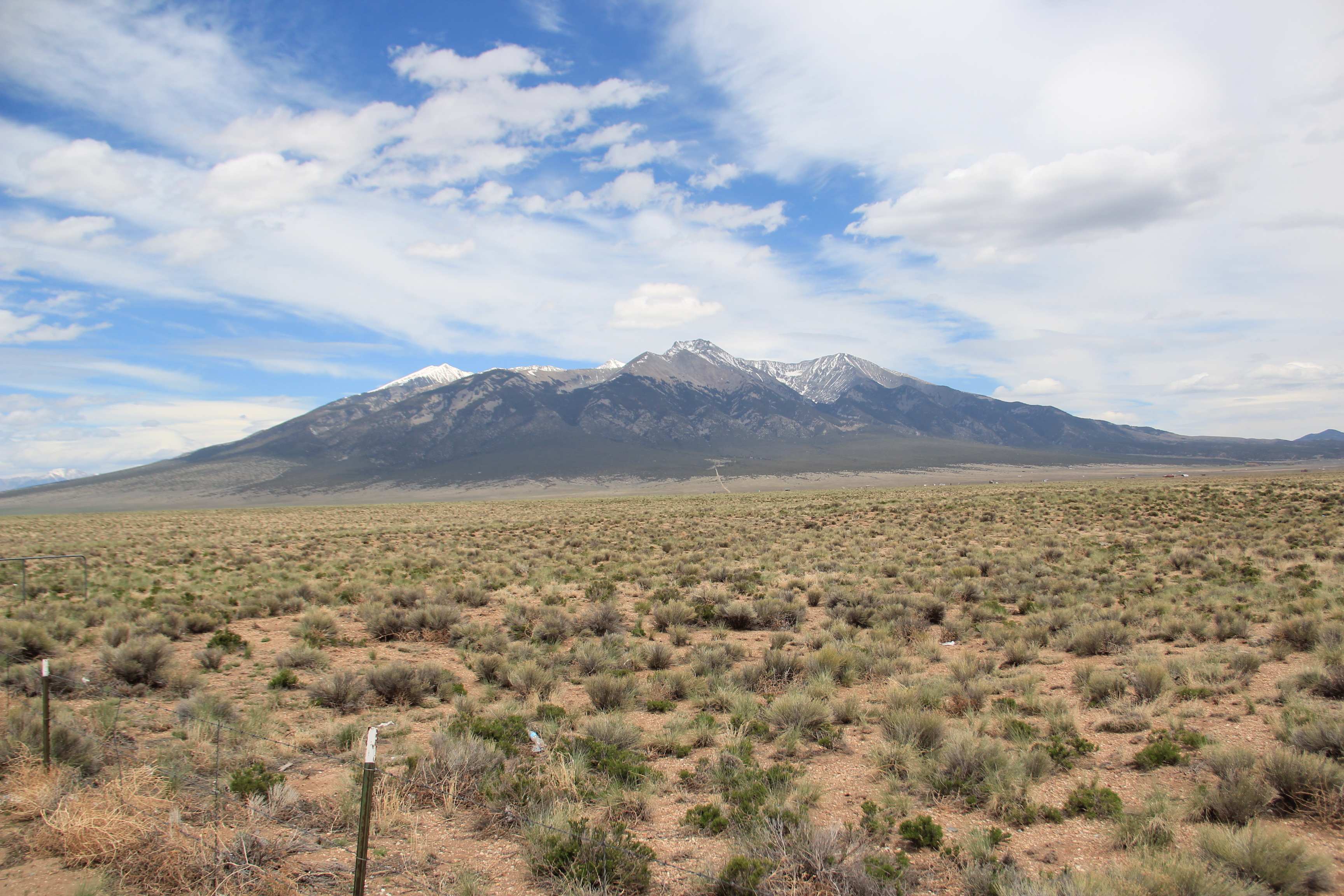
Blanca Peak

Sangre de Cristo se rozkládá západně od údolí San Luis Valley, respektive od řeky Arkansas na severu až k průsmyku Glorieta Pass v Novém Mexiku u města Santa Fe na jihu. Pohoří se rozkládá východním obloukem ze severu k jihu v délce okolo 350 km, největší šířku má okolo 80 km.
Severní část pohoří k průsmyku La Veta Pass dosahuje šířky pouze okolo 30 km. Jižní část od průsmyku La Veta Pass bývá nazývána Culebra Range. Na třech místech překračují vrcholky hor 14 000 stop (4 267 m). Na severu v okolí hory Crestone Peak (4 359 m), kde dále leží Kit Carson Peak (4 319 m) a Crestone Needle (4 329 m). Ve střední části, severně od La Veta Pass, leží nejvyšší hora pohoří Blanca Peak a další dva fourteeners Little Bear Peak (4 280 m) a Mount Lindsey (4 282 m). A na jihu, v pohoří Culebra Range pak vystupuje nad 14 000 stop hora Culebra Peak (4 283 m).

## Národní park Great Sand Dunes
Mezi horami Crestone Peak a Blanca Peak, v údolí San Luis Valley, na úpatí pohoří Sangre de Cristos, vznikla v průběhu tisíciletí neobvyklá a ojedinělá oblast písečných dun. Od roku 2004 je součástí Národního parku Great Sand Dunes. Písečné duny se rozkládají v délce téměř 10 km a o šířce až 6 km. Některé duny dosahují výšky přes 200 m.

## Členění pohoří

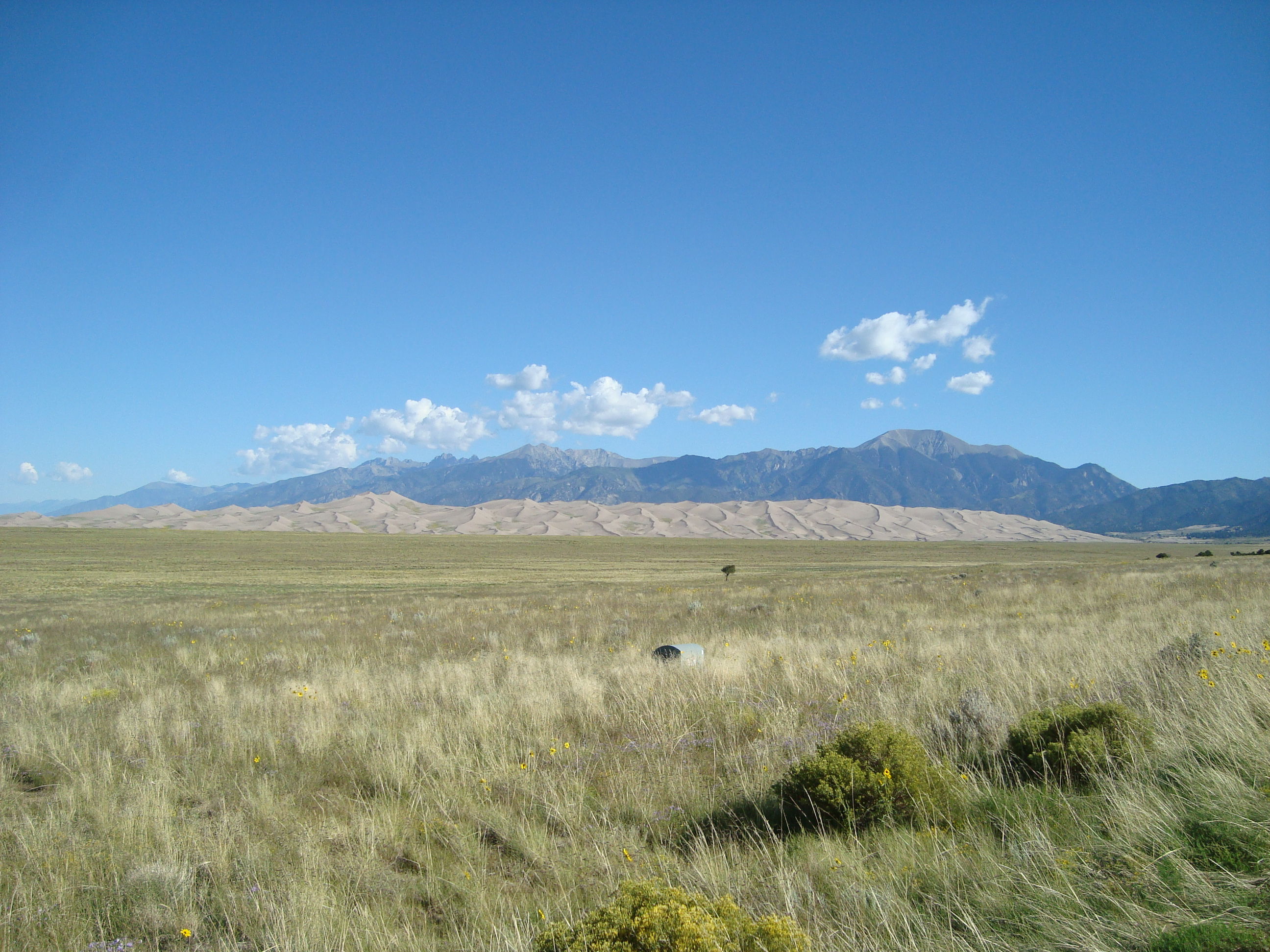
Údolí San Luis, písečné duny a Sangre de Cristos

- Sangre de Cristo Range
- Crestones
- Spanish Peaks
- Culebra Range
- Taos Mountains
- Cimarron Range
- Rincon Mountains
- Santa Fe Mountains